# Combate de Quechereguas (1868)
El Combate de Quechereguas también conocido como Combate de Traiguén o Batalla de Quechereguas fue un combate que sucedió los días 25 y 26 de abril de 1868, en la localidad de Quechereguas, en Traiguén, en la actual región chilena de la Araucanía como parte de la Ocupación de la Araucanía entre las fuerzas chilenas del teniente coronel Pedro Lagos y las fuerzas mapuches al mando del cacique arribano Quilapán.

## Los hechos
Tras celebrar los mapuches del cacique Quilapán las típicas fiestas mapuches, en marzo del 1868 capturan las caballadas del fuerte de Chihuaihue. El general José Manuel Pinto Arias que estaba al mando militar de la alta frontera, decide enviar una expedición para castigar este asalto. Dispuso la salida de dos destacamentos de 160 hombres cada uno, bajo el mando del teniente coronel Pedro Lagos, y del sargento mayor Demofilo Fuenzalida. La noche del 24 de abril de 1868, Lagos avanzaba desde Chiguaihue al río Traiguén persiguiendo a los mapuches y desvió su marcha hacia el lugar llamado Las Quechereguas, pero estos se escabullían sin poder alcanzarlos. En esas circunstancias, se envió (otras fuentes afirman que se desviaron) hacia el río Traiguén una columna de 20 infantes del 4.º de Línea, al mando del capitán Juan José San Martín; 20 granaderos a caballo al mando del alférez Valericio Argomedo, más tres cívicos y dos indios guías, mientras él continuaba su marcha a Las Quechereguas.
San Martín llegó al río Traiguén al amanecer y comenzó a vadearlo con el agua a la cintura, cuando de improviso fue atacado por una masa indígena que no tardó en producir 23 bajas, no pudiendo impedir que el enemigo los rodeara y comenzara a hacer sentir el peso de su enorme superioridad numérica lo que ocasionó la derrota de la corta columna chilena el 25 de abril y la posterior retirada de los sobrevivientes que escaparon donde se encontraba Lagos.
Durante ese día, Lagos también había sostenido un terrible encuentro con los mapuches en Quechereguas, donde fue atacado por la caballería mapuche mientras daba descanso a sus tropas, pese al fuerte ataque de los mapuches Lagos logró rechazarlos momentáneamente. Luego de este combate, continuó su marcha hasta llegar a orillas del Traiguén, donde se enfrentara a todas las fuerzas de Quilapán, el 26 de abril, donde logra vencer a los mapuches (otras fuentes afirman que fue derrotado). Luego de esto se finaliza la incursión y las fuerzas de Lagos vuelven a la guarnición de partida.